# Зернов, Сергей Александрович
Зерно́в Серге́й Алекса́ндрович (1913, Киев — 9 марта 1945, Гдыня) — участник освобождения Белоруссии от немецко-фашистских захватчиков в годы Великой Отечественной войны, командир 41-го гвардейского корпусного пушечного Верхнеднепровского орденов Александра Невского и Кутузова артиллерийского полка РГК 2-го Белорусского фронта.

## Биография
Кадровый офицер, в РККА с января 1935 года, призван в г. Мытищи Московской области. Участвовал в освобождении Западной Украины и Белоруссии в 1939 году, в советско-финской войне 1939—1940 гг. Русский, член ВКП(б) с 1940 года. В Великой Отечественной войне участвовал с 22 июня 1941 года. Получил два лёгких ранения — в сентябре 1941 года во время боёв на р. Десне и в ноябре того же года под Малоярославцем. В 1942 году был командиром дивизиона 517-го артиллерийского полка РГК в звании майора, в 1943 году был в звании подполковника начальником штаба, затем заместителем командира по строевой части 39-го пушечного артполка РГК. Участвовал в освобождении Гродно в июле 1944 года, будучи командиром 41-го гвардейского корпусного артиллерийского полка РГК. Приказом Ставки полку под командованием гв. подполковника С. А. Зернова, отличившемуся в Могилёвской операции при форсировании Днепра и овладении городами Могилев, Шклов, Быхов, было присвоено наименование Верхнеднепровского.
Погиб под Гдыней 9 марта 1945 года при прорыве вражеской обороны в районе г. Скурц и овладении г. Прейсиш Старгард в составе 2-й ударной армии 2-го Белорусского фронта; на наблюдательном пункте полка во время боя был смертельно ранен осколком снаряда. Посмертно награждён орденом Отечественной войны I степени. Похоронен вначале в г. Старогард Гданьского воеводства, затем в братской могиле в городском парке им. Ж.-Э. Желибера в Гродно.

## Награды
- Медаль «За боевые заслуги» — 1.04.1940 (за Финскую кампанию).
- Орден Красной Звезды — 28.08.1942 (за грамотное и умелое руководство огнём своего дивизиона)[4].
- Орден Отечественной войны I степени — 31.05.1943 (за умелую организацию управления огнём полка в февральско-мартовском наступлении в районе Гжатск-Вязьма и Подмошье)[5].
- Орден Отечественной войны II степени — 15.11.1943 (за умелое руководство боевыми действиями полка при прорыве укреплённой полосы на рубеже Бутово-Крайчики, обеспечившими успех наступающих пехотных частей 324-й стрелковой дивизии)[6].
- Орден Красного Знамени — 9.07.1944[2].
- Орден Отечественной войны I степени — 17.03.1945 (посмертно)[2].

## Память
- Именем Зернова названа улица в Гродно[10].